# Xanthotype
Xanthotype is een geslacht van vlinders van de familie spanners (Geometridae), uit de onderfamilie Ennominae.

## Soorten
- X. attenuaria Swett, 1918
- X. barnesi Swett, 1918
- X. rufaria Swett, 1918
- X. sospeta Drury, 1773
- X. urticaria Swett, 1918